# Religioni nella Macedonia del Nord
Il cristianesimo è la religione più diffusa in Macedonia del Nord. Secondo i dati di un'indagine statistica del 2011 effettuata dalla società britannica Ipsos Mori, i cristiani rappresentano il 70,7% della popolazione e sono in maggioranza ortodossi; la seconda religione è l'islam, seguita dal 28,6% della popolazione; lo 0,2% della popolazione segue altre religioni e lo 0,5% della popolazione non segue alcuna religione. Stime dell'Association of Religion Data Archives (ARDA) riferite al 2015 danno i cristiani al 59% circa della popolazione, i musulmani al 37,1% circa della popolazione e coloro che non seguono alcuna religione al 3,8% circa della popolazione, mentre meno dello 0,1% della popolazione segue altre religioni.
La costituzione riconosce la libertà religiosa e proibisce le discriminazioni religiose. La legge proibisce l’incitamento all’odio religioso. La costituzione riconosce cinque organizzazioni religiose: la Chiesa ortodossa macedone, la Chiesa cattolica, la Chiesa evangelica metodista, la Comunità islamica e la Comunità ebraica. Tutte le altre organizzazioni religiose devono registrarsi per avere esenzioni fiscali, portare avanti attività sociali e caritative, avere i permessi per la costruzione di luoghi di culto, aprire e gestire scuole.  Le organizzazioni non registrate possono praticare il culto ma non possono aprire scuole, sono limitate nel portare avanti attività sociali e devono pagare le tasse. Tutti i missionari stranieri che arrivano nel Paese devono ottenere un permesso preventivo, valido per quattro mesi e rinnovabile fino a un anno.  La legge vieta alle organizzazioni religiose di gestire scuole primarie e di insegnare religione nella scuola pubblica primaria. Nella scuola secondaria è richiesto agli studenti di seguire un corso a contenuto religioso a scelta fra Introduzione alle religioni o Etica nella religione; su richiesta di famiglie e studenti, i corsi possono essere tenuti da ministri religiosi che abbiano ricevuto una formazione in istituti accreditati, con corsi tenuti da professori di filosofia o sociologia. Gli stipendi degli insegnanti di religione sono pagati dallo stato. Gli studenti che non vogliono seguire corsi a contenuto religioso possono optare per il corso di Cultura classica nella civiltà europea.

## Religioni presenti

### Cristianesimo
Secondo stime dell'ARDA del 2015, la maggioranza dei cristiani macedoni sono ortodossi (circa il 57,4% della popolazione); i cattolici rappresentano circa l'1% della popolazione, i protestanti lo 0,35% della popolazione, mentre i cristiani di altre denominazioni sono scarsamente presenti.
La Chiesa ortodossa è rappresentata in Montenegro dalla Chiesa ortodossa macedone e in misura minore dalla Chiesa ortodossa serba. 
La Chiesa cattolica è presente in Macedonia del Nord con la diocesi di Skopje, che comprende tutto il territorio del Paese.
I protestanti presente in Macedonia del Nord sono principalmente metodisti e battisti, rappresentati rispettivamente dalla Chiesa evangelica metodista e dall'Unione dei cristiani battisti.
Fra i cristiani di altre denominazioni, sono presenti i Testimoni di Geova e la Chiesa di Gesù Cristo dei Santi degli Ultimi Giorni (i Mormoni).

## Islam
I musulmani della Macedonia del nord sono principalmente di etnia albanese, con minoranze di bosniaci, turchi, rom e torbesci, questi ultimi di etnia macedone.  I musulmani presenti nel Paese sono principalmente sunniti. 

### Altre religioni
In Macedonia del Nord sono presenti piccoli gruppi di ebrei, induisti, buddhisti e bahai.